# 小亞布盧涅齊
50°50′9″N 28°0′53″E / 50.83583°N 28.01472°E
小亞布盧涅齊（烏克蘭語：Малий Яблунець），是烏克蘭北部的村莊，隸屬日托米爾州的茲維亞赫爾區。該村面積1.21平方公里，海拔高度206米，2001年人口199，人口密度每平方公里164.06人。